# 安宅弥吉

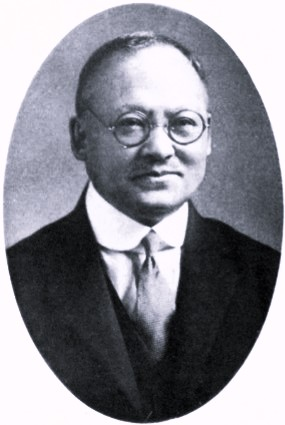
安宅弥吉

安宅 弥吉（あたか やきち、1873年（明治6年）4月25日 - 1949年（昭和24年）2月5日）は、石川県金沢市金石生まれの実業家。安宅産業や学校法人甲南女子学園の創設者。大阪商工会議所会頭。鈴木大拙のパトロン的存在としても知られる。
長男の安宅英一（神戸高等商業学校（現：神戸大学）卒業）は後に安宅産業会長となり、次男の安宅重雄（京都帝国大学文学部哲学科卒業）も安宅産業社長となった。娘の安宅登美子は1925年・1926年の全日本テニス選手権女子ダブルス優勝者になったテニス選手である。登美子と結婚した娘婿の長谷川周重は、後に住友化学工業の社長となった。
弥吉の創業した安宅産業は三菱商事、三井物産、伊藤忠商事、丸紅、住友商事、日商岩井、トーメン、ニチメン、兼松江商に次ぐほどまで成長し、「10大総合商社の一角」とされていた。しかし弥吉の死後、同族経営の弊害が現れるなどし、1977年には安宅産業破綻として伊藤忠商事及びメインバンクの住友銀行や協和銀行の主導で伊藤忠商事との間で吸収合併がなされ、消滅することになった。

## 来歴・人物
肥料商・安宅幸喜（第三代又吉）の三男として生まれる。1889年、前年の父親の死を機に第四高等中学校を中退し上京を決意する。地元出身の豪商銭屋五兵衛への憧れから実業界を目指すためであった。同年3月、金沢・直江津間の鉄道が整備されていない当時、東京で仕入れをしていた金沢の小間物商・國本栄作に徒歩で連れ立ち、積雪の難所親不知（現：新潟県糸魚川市）を越え直江津から鉄路東京に向かった。ちなみに後（1922年12月27日付）に本人より國本家へ礼状と金杯が送られている。1895年7月に高等商業学校（現：一橋大学）を卒業した。

### 実業家として
高商を卒業した1895年に日本海陸保険株式会社（1901年解散）にいったん入社するが、貿易商を志して同年10月に日下部商店（後破綻）へ入社、香港支店（現地では日森洋行という商号を使用した）責任者（支配人）となる。1901年香港支店（日森洋行）の共同経営者となる。1904年日下部商店本店の破綻に伴い退店。帰国し、同年7月、安宅商会（後の安宅産業）を設立した。1907年2月、大阪毛織社長、1935年12月、大阪商工会議所会頭、1936年12月、南満州鉄道（満鉄）監事。
1935年には故郷金沢市の大野湊神社に拝殿を寄贈している。1939年12月19日、貴族院議員（1946年5月14日辞職）。1940年勲四等瑞宝章受章。
1942年6月に安宅産業社長を退任し、相談役に就任。1946年8月、公職追放となった。

### 教育家として
高商の先輩にあたる平生釟三郎による財団法人甲南学園（現：学校法人甲南学園）の設立に協力し甲南学園の理事に就任した他、1920年には甲南高等女学校（現：学校法人甲南女学園、甲南女子中学校・高等学校、甲南女子大学）を設立、1926年から1946年まで同第2代理事長。
久徴館（旧加賀藩主前田家が石川出身者支援のために東京の本郷区駒込西片町に建てた寄宿舎）で居を共にした鈴木大拙に対し、「お前は学問をやれ、俺は金儲けをしてお前を食わしてやる」と約束し、大拙を経済的に支援し、松ヶ岡文庫の設立にも尽力した。同文庫の入り口には、「自安」（安宅のこと）と題した頌徳碑があり、「財団法人松ヶ岡文庫設立の基礎は君の援助によるもの」と刻まれている。

### 晩年・死後
1943年6月に脳出血で倒れて以降、自宅静養が続いていたが、1949年2月5日に75歳10ヶ月で死去した。
遺骨は鈴木大拙ゆかりの鎌倉市の東慶寺、故郷である金沢市の本竜寺、ならびに西宮市の海清寺の3ヶ所に分骨され、それぞれに墓が立てられている。
兵庫県神戸市東灘区住吉本町（当時の住吉村）に邸宅があった。1938年（昭和13年）の阪神大水害では地域の名士の邸宅とともに全壊する被害に遭った。
その後、再建されたが、邸宅跡地は野村不動産及び三井不動産によりマンション開発がなされ、2005年から「住吉本町レジデンス」（11階建て、総戸数172戸）として販売開始となった。

## 経済団体活動
- 1935年 大阪商工会議所会頭

## 受賞等
- 1940 勲四等瑞宝章